# Fatwa
Fatwa (arabisk: فتوى, flertal fatāwa, ~belæring) er en rådgivende udtalelse, sædvanligvis i sammenhængen udstedt af en autoritet inden for islam, som hovedregel en ayatollah eller mufti til vejledning for, hvordan muslimer bør forholde sig til konkrete og aktuelle spørgsmål. Fatwa beskrives undertiden som en retskendelse. Indenfor islam er der ingen central myndighed til at udstede en enkeltudtalelse og den rådgivende fatwa betyder ikke nødvendigvis, at alle muslimer vil følge anvisningerne som er anført i den rådgivende udtalelse, og nogle muslimske lærde kan have udstedt fatwaer uden at være kvalificerede til en sådan rådgivende udtalelse. 
Nogle grupper mener, at en fatwa kan give sig udslag som en dødsdom over en muslimsk person, som har begået en syndig eller utilgivelig, at fatwaen således skulle give enhver person ret til at slå vedkommende ihjel, uden at drabsmanden vil blive retsforfulgt. Mange muslimer er dog ikke enig i udlægningen af fatwa som en dødsdom.
Emneområdet for fatwaer er mangfoldigt og kan vedrøre spørgsmål om islamisk retspraksis; om ømtålelige politiske forhold; sociale eller økonomiske eller religiøse forhold.

## Vestlig medieinteresse
Vestlige medier begyndte at interessere sig for begrebet fatwa efter to hændelser som, rent mediemæssigt, er blevet omfattende dækket. Den første var den fatwa, som ayatollah Ruhollah Khomeini, i 1989, udstedte om at opfordre til drab på den britiske romanforfatter af indisk oprindelse, Salman Rushdie og hans støtter efter udgivelsen af hans roman De Sataniske Vers. Bogen blev af store dele af den muslimske verden anset som en forhånelse af profeten, Mohammed. Den anden gang en fatwa påkaldte sig stor vestlig interesse var da Osama bin Laden i 1998 erklærede krig mod USA.

## Kontroversielle fatwaer
I Bangladesh udstedte en imam en fatwa over en kun 14-årig pige, der idømtes 80 piskeslag. Anklagen var at hun skulle have haft et ulovligt forhold til en gift mand. Det vides ikke om hun havde indgået i forholdet til den ældre mand – der for øvrigt var hendes fætter – frivilligt. Pigen afgik ved døden efter at have modtaget de første 40 piskeslag.

## Fatwa om terrorisme
Den 2. marts 2010 udstedte professor i international forfatningsret på universitetet i Punjab, Muhammad Tahir-ul-Qadr, en 600-siders fatwa om terrorisme, som er en videnskabelig tilbagevisning af enhver form for terrorisme.
Terrorisme er terrorisme, vold er vold, og det har ingen plads i islamisk undervisning og ingen begrundelse kan gives for det, eller nogen form for undskyldninger eller forbehold.

Mufti og professor i international forfatningsret, Muhammad Tahir-ul-Qadr.
Qadr siger, at hans fatwa, der erklærer terrorister og selvmordsbombere for vantro, går længere end nogen tidligere fatwa.
Fatwaen om terrorisme er blevet officielt godkendt af Al-Azhar Universitet i Kairo , Egypten.